# Charles Martel (couraçado)
O Charles Martel foi um couraçado pré-dreadnought operado pela Marinha Nacional Francesa, membro de um grupo de cinco navios semelhantes entre si que também tinha o Carnot, Jauréguiberry, Masséna e Bouvet. Sua construção começou em agosto de 1891 no Arsenal de Brest e foi lançado ao mar em agosto de 1893, sendo comissionado na frota francesa em fevereiro de 1897. Era armado com uma bateria principal composta por dois canhões de 305 milímetros montados em duas torres de artilharia únicas e dois canhões de 274 milímetros também em duas torres únicas, tinha um deslocamento de mais de doze mil toneladas e conseguia alcançar uma velocidade máxima de dezoito nós.
O Charles Martel passou a maior parte da sua carreira na Esquadra do Mediterrâneo da frota francesa, mas mesmo assim juntou-se à Esquadra Internacional que interveio em 1897 e 1898 na revolta grega em Creta contra o domínio do Império Otomano, durante a Guerra Greco-Turca de 1897. Foi tirado do serviço ativo logo em 1902, após cinco anos na ativa, e colocado na reserva devido ao comissionamento de couraçados mais modernos. Foi descomissionado em 1914 e transformado em um alojamento flutuante, com suas armas sendo removidas pouco depois do início da Primeira Guerra Mundial. No fim do conflito foi usado como navio-prisão até ser descartado em 1920 e desmontado.

## Projeto
Em 1889, a Marinha Real Britânica aprovou a Lei de Defesa Naval que resultou na construção dos oito encouraçados da classe Royal Sovereign; essa grande expansão do poder naval levou o governo francês a aprovar sua réplica, a Lei Naval de 1890. A lei exigia um total de vinte e quatro encouraçados de esquadrão e uma série de outras embarcações, incluindo encouraçados de defesa costeira, cruzadores e barcos torpedeiros. O primeiro estágio do programa seria um grupo de quatro encouraçados de esquadrão construídos com projetos diferentes, mas com as mesmas características básicas, incluindo blindagem, armamento e deslocamento. O alto comando naval emitiu os requisitos básicos em 24 de dezembro de 1889: o deslocamento não excederia catorze mil toneladas, o armamento primário deveria consistir em canhões de 340 e 270 milímetros, o cinturão blindado deveria ser de 450 milímetros de espessura, e os navios deveriam manter uma velocidade máxima de dezessete nós (31 quilômetros por hora). A bateria secundária deveria ser de 140 ou 160 milímetros de calibre, com tantas armas instaladas quanto o espaço permitisse.
O projeto básico para os navios foi baseado no encouraçado anterior (Brennus), mas em vez de montar a bateria principal toda na linha central, os navios usaram o arranjo em losango do Magenta, que movia dois dos canhões da bateria principal para torres únicas nas laterais. Cinco arquitetos navais submeteram projetos ao alto comando; o projeto que se tornou Charles Martel foi preparado por Charles Ernest Huin, que também projetou o encouraçado Hoche. Considerações políticas, ou seja, objeções parlamentares a aumentos nos gastos navais, levaram os projetistas a limitar o deslocamento a cerca de doze mil toneladas. Huin apresentou sua proposta finalizada de acordo com essas considerações em 12 de agosto de 1890, e foi aceita e ordenada em 10 de setembro. Embora o programa exigisse a construção de quatro navios no primeiro ano, cinco foram finalmente encomendados: Charles Martel, Carnot, Jauréguiberry, Bouvet e Masséna.
Uma embarcação anterior, também chamada de Charles Martel, foi lançada em 1884 e cancelada por ordens do almirante Théophile Aube. O navio, junto com um irmão chamado Brennus, era uma versão modificada dos encouraçados blindados da classe Marceau. Após a aposentadoria de Aube em 1887, os planos para os navios foram totalmente redesenhados, embora o último par de navios às vezes seja confundido com os projetos cancelados anteriores. Isso pode ser devido ao fato de que ambos os navios denominados Brennus foram construídos no mesmo estaleiro, e o material reunido para o primeiro navio foi usado na construção do segundo. Os dois pares de navios eram, no entanto, embarcações distintas.
O novo Charles Martel e seus meio-irmãos foram uma decepção no serviço; eles geralmente sofriam de problemas de estabilidade, e Louis-Émile Bertin, o Diretor de Construção Naval no final da década de 1890, referia-se aos navios como "chavirables" (propensos a virar). Todos os cinco navios se comparavam mal aos seus homólogos britânicos, particularmente seus contemporâneos da classe Majestic. Os navios sofriam com a desuniformidade de equipamentos, o que os tornava difíceis de manter em serviço, e suas baterias de canhões mistos, compostas por vários calibres, dificultavam a artilharia em condições de combate, pois os respingos de projéteis eram difíceis de diferenciar. Muitos dos problemas que assolaram os navios em serviço, nomeadamente a sua estabilidade e navegabilidade, decorreram da limitação do seu deslocamento.

### Características gerais e maquinário
O Charles Martel tinha 115,49 metros de comprimento entre perpendiculares e 121,59 metros no geral. O navio tinha uma boca de 21,71 metros, um calado de 7,6 metros na proa e 8,4 na popa. Ele deslocava 11 839 toneladas em carga normal e 12 145 toneladas em plena carga. O casco do Charles Martel foi subdividido por treze anteparas transversais em catorze compartimentos estanques e foi equipado com um rostro. Seu castelo de proa deu-lhe uma borda livre alta à frente, mas seu tombadilho foi reduzido até o nível do convés principal à popa. Seu casco recebeu uma lateral especialmente para dar aos canhões de 270 milímetros amplos campos de fogo. Como os projetos anteriores de Huin, o Charles Martel tinha uma superestrutura muito alta; ela estava equipada com dois pesados mastros militares, com um alto convés suspenso entre eles. Em serviço, a alta superestrutura tornava-o pesado, embora sua borda livre alta o tornasse bastante navegável. Ele normalmente tinha uma tripulação de 651 oficiais e praças, que aumentava para 751 quando servia como nau capitânia.
O Charles Martel tinha dois motores a vapor verticais de três cilindros e tripla expansão fabricados pela Schneider-Creusot; cada motor acionava um único parafuso de três pás e 5,7 metros usando vapor fornecido por vinte e quatro caldeiras aquatubulares Lagrafel d'Allest a uma pressão máxima de 213 psi. As caldeiras foram divididas em quatro salas e canalizadas em dois funis. Seus motores foram avaliados em 9 610 quilowatts, que pretendiam dar ao navio uma velocidade de dezessete nós (31 quilômetros por hora) normalmente e até dezoito nós (33 quilômetros por hora) usando tiragem forçada. Durante seus testes no mar em 5 de maio de 1897, o Charles Martel atingiu uma velocidade de 18,13 nós (33,6 quilômetros por hora) gerando 11 030 quilowatts. O navio poderia transportar um máximo de 908 toneladas de carvão, o que lhe dava um alcance de 4 100 quilômetros a uma velocidade de 13,81 nós (25,6 quilômetros por hora). Sua energia elétrica de 83 volts era fornecida por quatro dínamos de seiscentos amperes.

### Armamento
O armamento principal do Charles Martel consistia em dois canhões Modèle 1887 de 305 milímetros e 45 calibres em duas torres de canhão único, uma à frente e outra à ré da superestrutura. As torres trabalhadas hidraulicamente tinham uma faixa de elevação de -5° a +15°. Eles disparavam projéteis de ferro fundido de 292 quilogramas à razão de um tiro por minuto. Eles tinham uma velocidade inicial de 815 metros por segundo, proporcionando um alcance de 12 500 metros na elevação máxima.
O armamento intermediário do navio consistia em um par de canhões Modèle 1887 de 274 milímetros de 45 calibres em torres nas laterais do casco, de canhão único ao meio do navio, de cada lado com contrafeitos sobre o tombamento das laterais do navio. Suas torres tinham o mesmo alcance de elevação da bateria principal. Os canhões tinham a mesma cadência de tiro e velocidade inicial dos canhões maiores, mas seus projéteis de ferro fundido pesavam apenas 216 quilogramas e seu alcance máximo era um pouco menor (11 800 metros).
Seu armamento secundário consistia em oito canhões Modèle 1888-91 de 138 milímetros e 45 calibres montados em torres de canhão único nos cantos da superestrutura. As torres tinham uma faixa de elevação de -5° a +15°. As armas poderiam disparar seus projéteis de 35 quilogramas a uma cadência de tiro de quatro tiros por minuto. Eles tinham uma velocidade inicial de 730 metros por segundo e um alcance de 9 400 metros.
A defesa contra torpedeiros foi fornecida por seis canhões de disparo rápido Modèle 1891, de 65 milímetros e cinquenta calibres, uma dúzia de canhões Modèle 1885 QF 3-pounder Hotchkiss, de 47 milímetros e quarenta calibres, e cinco canhões giratórios QF, de 37 milímetros e vinte calibres, todos em montagens individuais desprotegidas na superestrutura e em plataformas nos mastros militares. Os canhões de 65 milímetros tinham uma cadência de oito tiros por minuto e um alcance de 5 400 metros enquanto os canhões de 47 milímetros podiam disparar de nove a quinze tiros por minuto, a um alcance de quatro mil metros. Os cinco canhões giratórios de 37 milímetros tinham uma cadência de tiro de vinte a 25 tiros por minuto e um alcance de dois mil metros. Enquanto conduzia seus testes no mar em 1896, dois dos canhões de 65 milímetros de Charles Martel e todos os seus canhões de 37 milímetros foram substituídos por quatro canhões adicionais de 47 milímetros.
Seu conjunto de armamento foi completado por quatro tubos de torpedo de 450 milímetros, dois dos quais estavam submersos no casco do navio, um em cada costado, com os outros dois em suportes giratórios únicos à ré da proa e à frente dos canhões de 138 milímetros; cada montagem poderia percorrer um arco de 30° a 110° fora da linha central. O Charles Martel foi inicialmente equipado com torpedos Modèle 1892 que tinham uma ogiva de 75 quilogramas e um alcance de oitocentos metros a uma velocidade de 27,5 nós (50,9 quilômetros por hora).

### Blindagem
A blindagem do Charles Martel pesava 4 569 toneladas, 38,5% do deslocamento do navio, e foi construída a partir de uma mistura de aço níquel e placas de blindagem compostas fabricadas pela Schneider-Creusot. A faixa de linha d'água se estendia por todo o comprimento do navio e tinha uma altura média de dois metros, embora reduzisse para 1,8 metros à popa. O cinturão blindado tinha uma espessura máxima de 450 milímetros a meia nau onde protegia os depósitos de munições e espaços de máquinas de propulsão e reduzia para 350 milímetros na proa e 310 milímetros à popa. Para economizar peso, o cinturão foi afunilado até uma espessura na borda inferior de 250 milímetros a meia nau e 170 milímetros nas extremidades do navio. Acima do cinturão havia uma placa blindada de cem milímetros que criou uma ensecadeira altamente subdividida para reduzir o risco de inundação devido a danos de batalha. Bunkers de armazenamento de carvão foram colocados atrás da blindagem lateral superior para aumentar sua resistência.
As frontes e laterais das torres principal e intermediária eram protegidas por placas de blindagem de 370 milímetros de espessura e tinham telhados com setenta milímetros de espessura. Suas barbetas tinham 320 milímetros de blindagem de aço níquel. As torres secundárias tinham cem milímetros nas laterais e vinte milímetros no teto. A torre de comando tinha paredes de 230 milímetros de espessura e seu tubo de comunicação era protegido por duzentos milímetros de blindagens. O convés blindado curvo tinha setenta milímetros no plano e cem milímetros em sua inclinação.

## Histórico de serviço

### Carreira ativa

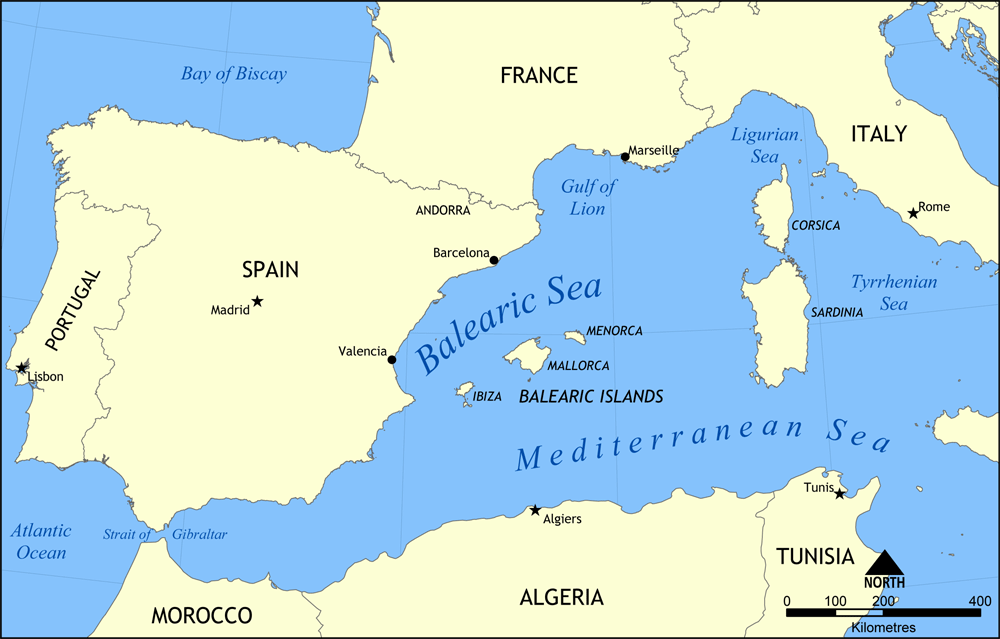
Mapa do Mediterrâneo Ocidental, onde Charles Martel passou a maior parte de sua carreira

O Charles Martel foi batido em 1 de agosto de 1891 pelo Arsenal de Brest e lançado em 29 de agosto de 1893. Depois de concluir o trabalho de adaptação, ele foi designado para seus testes em 10 de janeiro de 1896. Em outubro foram interrompidos para que o encouraçado pudesse participar de uma revista naval em Cherbourg com o presidente Félix Faure e o imperador Nicolau II. Enquanto conduzia testes de torpedo em 21 de dezembro, o Charles Martel atingiu uma rocha desconhecida que entortou a pá da hélice e danificou levemente o casco. Os reparos foram concluídos em 1º de fevereiro de 1897 e ele foi plenamente comissionado na Marinha Francesa em 20 de fevereiro. A conclusão de seus testes marítimos foi atrasada quando os tubos de sua caldeira tiveram que ser substituídos por um design mais seguro e sem solda, após um acidente a bordo do Jauréguiberry com o mesmo tipo de tubos. Após sua comissão para o serviço, ele foi designado para a Esquadra do Mediterrâneo. Enquanto treinava sua eficácia em 5 de março, o servomotor do leme desacoplou brevemente e o navio caiu sobre uma rocha; os danos foram mínimos e ele começou sua viagem para Toulon três dias depois. Em 6 de agosto ele se tornou a nau capitânia do Contre-amiral (Contra-Almirante) Paul Dieulouard e participou de manobras da frota ao largo de Golfe-Juan e Les Salins d'Hyères no mês seguinte. O treinamento de artilharia revelou problemas com algumas das armas que não transitaram da posição de tiro para a de carregamento, que foram corrigidas em outubro-novembro.
Durante um exercício de artilharia em 29 de março de 1898, Charles Martel, junto com seus "meio-irmãos" Carnot, Jauréguiberry e os couraçados mais antigos Brennus e Marceau, afundaram o aviso Pétrel. Faure embarcou no Charles Martel para observar um exercício de treinamento de 14 a 16 de abril e o navio visitou a Córsega entre 21 e 31 de maio. O navio participou das manobras anuais da frota com início em 8 de julho e fez visitas a portos no Norte da África Francesa antes de retornar a Toulon em 30 de julho. O navio foi designado para a Segunda Divisão de Encouraçados da Esquadra do Mediterrâneo em meados de setembro, com o contra-almirante Germain Roustan içando sua bandeira a bordo, substituindo Dieulouard, no dia 25 de setembro. À medida que as tensões aumentavam durante o Incidente de Fachoda com o Reino Undo, a frota mobilizou-se em 18 de outubro e partiu para Les Salins d'Hyères. Ela parou em 5 de novembro e o Charles Martel ficou atracado para manutenção de 11 a 24 de novembro.

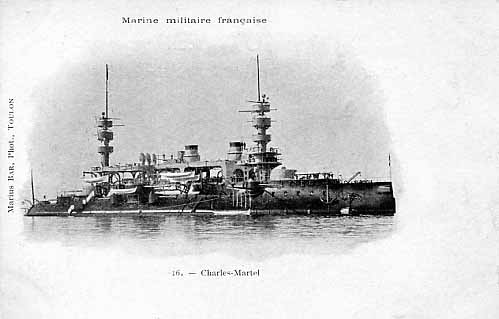
Um cartão postal de Charles Martel

Em fevereiro e março de 1899, a esquadra visitou os portos franceses do Mediterrâneo e Barcelona, na Espanha. Após reparos em Toulon em setembro, o navio juntou-se à esquadra em um cruzeiro no Mediterrâneo Oriental que durou de 11 de outubro a 21 de dezembro. Ela foi atracada para manutenção em janeiro de 1900 e então se juntou aos navios de guerra Brennus, Gaulois, Charlemagne, Bouvet e Jauréguiberry e quatro cruzadores protegidos para manobras ao largo de Golfe-Juan, incluindo treinamento de tiro noturno em 6 de março. Ao longo de abril, os navios visitaram vários portos franceses ao longo da costa mediterrânica e, no dia 31 de maio, a frota partiu para a Córsega para uma visita que durou até 8 de junho. Durante as manobras da frota realizadas naquele mês de junho, Charles Martel liderou o Grupo II, que incluía quatro cruzadores e um par de contratorpedeiros, sob o comando de Roustan. Os exercícios incluíram um bloqueio dos navios de guerra do Grupo III pelo Grupo II. A Esquadra do Mediterrâneo então se encontrou com a Esquadra do Norte ao largo da costa de Portugal antes de prosseguir para a Baía de Quiberon para manobras conjuntas em julho. As manobras foram concluídas com uma revista naval em Cherbourg, em 19 de julho, para o presidente Émile Loubet. No dia 1 de agosto, a frota partiu para Toulon, chegando no dia 14 de agosto. Em 26 de setembro, o contra-almirante Charles Aubry de la Noé recolocou Roustan como comandante da 2º Divisão de Encouraçados.
O ano de 1901 passou sem intercorrências para Charles Martel, exceto pelas manobras da frota realizadas naquele ano. Durante os exercícios de junho, Charles Martel foi atingido por um torpedo de treinamento disparado pelo submarino Gustave Zédé, que foi considerado contra as regras, e seus canhões leves afundaram o torpedeiro 104 durante o treino de tiro ao alvo. A 2ª Divisão de Encouraçados partiu em 22 de agosto para receber Nicolau II e sua esposa, e chegou a Dunquerque, tendo se encontrado com a Esquadra do Norte em 31 de agosto em Cherbourg no caminho. Em 15 de outubro, Aubry de la Noé foi substituído pelo contra-almirante René-Julien Marquis. O Charles Martel foi atracado para manutenção no final do mês e teve instalado um radiotelegrafo. No início de 1902, o navio fez as habituais visitas aos portos franceses do Mediterrâneo.

### Frota de reserva

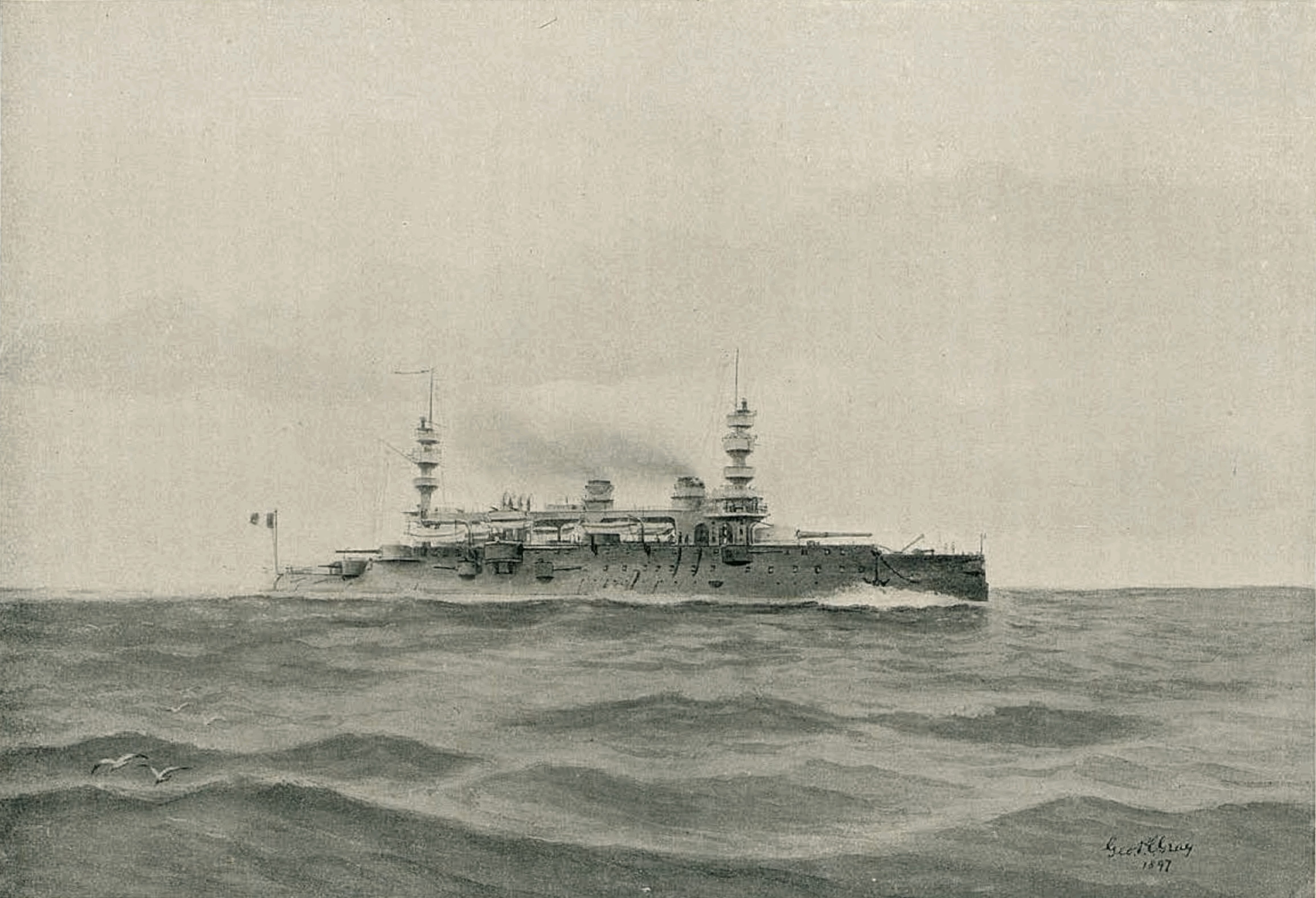
Esboço de Charles Martel em andamento no Anuário Naval de Brassey, 1897

Em 10 de maio, Marquis foi transferido para uma nova designação e Charles Martel foi transferido para a Division de réserve da Esquadra do Mediterrâneo, junto com os couraçados Brennus, Carnot e Hoche e os cruzadores blindados Pothuau, Amiral Charner e Bruix, à medida que navios mais modernos se juntaram à frota. Ele inicialmente serviu como nau capitânia do contra-almirante Joseph Besson, embora em julho de 1903 seu lugar como nau capitânia tivesse sido ocupado pelo encouraçado Saint Louis. Durante esse período na reserva, o navio foi frequentemente reativado por curtos períodos para substituir embarcações ativas que precisavam ser atracadas para manutenção. Durante as manobras da frota em julho de 1905, os canhões principais do Charles Martel tinham uma cadência de tiro de um tiro a cada nove minutos e seus canhões intermediários um tiro a cada quatro minutos. Ele permaneceu na Esquadra da Reserva; em 1906, ele estava na 2ª Divisão, sob o comando do contra-almirante Paul-Louis Germinet. Seus tubos de torpedo acima da água foram removidos em 13 de junho. Em 16 de setembro, ele esteve presente em uma grande revista da frota em Marselha, que contou com a visita de esquadrões britânicos, espanhóis e italianos. O navio foi mantido em estado de prontidão reduzida; Charles Martel estava em plena comissão durante três meses do ano para treinamento e na reserva com uma tripulação reduzida para o restante. Ele permaneceu neste status durante 1907. Durante um exercício ao largo da Córsega, o cruzador blindado Condé encalhou em 20 de novembro de 1907 durante uma forte tempestade. Depois de aliviar o cruzador de sua carga e tripulação, Charles Martel e o cruzador blindado Victor Hugo conseguiram retirar Condé.
Em setembro de 1909, o encouraçado tornou-se a nau capitânia do Inspetor de Flotilhas e uma de suas hélices foi danificada por um torpedo errante enquanto o inspetor observava exercícios de tiro de torpedeiros. No mês seguinte, a Marinha Nacional foi reorganizada, com a Esquadra do Mediterrâneo sendo redesignada como a 1ª Esquadra e a Esquadra do norte como a 2ª Esquadra, pois os seis couraçados das classes République e Liberté haviam entrado em serviço. Os novos navios permitiram a criação de uma nova Segunda Esquadra de Batalha dentro da 1ª Esquadra, Charles Martel tornou-se o navio substituto da 2ª Esquadra em 5 de outubro e partiu para Cherbourg em 5 de novembro, sofrendo alguns danos causados pela tempestade no caminho. Após a sua chegada no dia 13, ele deu as boas-vindas ao rei Manuel II de Portugal em França e depois acompanhou o iate real britânico Victoria and Albert, com o rei Eduardo VII a bordo, de volta ao Reino Unido. O navio foi atribuído à 2ª Divisão de Batalha da 2ª Esquadra de Batalha em 16 de outubro de 1910. O contra-almirante Achille Adam içou sua bandeira a bordo do navio em 21 de julho de 1911. Quando os couraçados da classe Danton começaram a entrar em serviço naquele ano, a frota foi novamente reorganizada, com o Charles Martel e os demais navios mais antigos sendo transferidos para a nova 3ª Esquadra de Batalha em 5 de outubro, que estava baseado em Brest, e Adam tornou-se comandante da sua 2ª Divisão de Batalha.
O maquinário de recarga hidráulica do navio para as torres principal e intermediária foi substituído por equipamentos de carregamento manual em agosto de 1911, o que geralmente tornava seu combate ineficaz. Ele esteve presente para outra revista naval ao largo de Toulon em 4 de setembro. Adam içou sua bandeira em 25 de fevereiro de 1912 e Charles Martel foi reduzido ao status de reserva em 1º de março. Ele foi reduzido à reserva especial em 1º de julho e transferido para Landévennec, Bretanha, em novembro de 1913. Junto com seus contemporâneos Brennus, Carnot e Masséna. O Charles Martel foi desativado e desmontado para servir como navio-quartel em 1º de abril de 1914.
Após o início da Primeira Guerra Mundial, em agosto, o navio hospedou o quartel-general que controlava os prisioneiros de guerra alemães temporariamente alojados em fortalezas na Bretanha, no final de setembro. Algumas de suas caldeiras foram removidas durante a guerra para equipar três rebocadores; seus canhões principais foram removidos em 1915 e perfurados para convertê-los em obuses ferroviários de 370 milímetros. Os canhões de 274 milímetros foram convertidos em canhões ferroviários dois anos depois e seus canhões de 138 milímetros foram colocados em reparos com rodas para servir no exército. No final da guerra, ele foi usado como navio-prisão. O Charles Martel foi descomissionado em 30 de outubro de 1919 e colocado à venda em 21 de setembro de 1920. Ele foi comprado por 675 mil francos em 20 de dezembro pela empresa holandesa Frank Rijsdijk's Industriële Ondernemingen NV que o rebocou para seu estaleiro de desmantelamento naval em Hendrik-Ido-Ambacht.